# Reserva marina de la Isla de Tabarca
La reserva marina de la Isla de Tabarca es una reserva natural situada frente a las costas de la provincia de Alicante, en la Comunidad Valenciana, España.

## Datos básicos
Esta reserva ocupa una extensión de 1400 hectáreas rodeando a la isla de Tabarca y fue declarada el 9 de enero de 1995. La zona protegida tiene una forma rectangular ocupando la isla la zona central. Comprende tanto aguas interiores, que son competencia de la Generalidad Valenciana como aguas exteriores que corresponden a la administración general del estado.

## Flora
En sus zonas de substrato arenoso destaca la presencia de las praderas de posidonia oceánica, que además de producir gran cantidad de oxígeno y ser la base de la cadena alimentaria es capaz de estabilizar los suelos arenosos, evitando por tanto la erosión. Además también existen formaciones de otras plantas del género Posidonia y cymodocea.
En las zonas de substrato rocoso viven diversas especies de algas adaptadas según la profundidad, siendo la más superficial el alga verde y la más profunda el alga roja.

## Fauna
Existe una gran variedad de peces en la reserva destacando el mero, el dot, el cherne, el dentón, la dorada, el pargo, la salpa o la oblada.
Entre los invertebrados destaca la langosta, diversos moluscos vermétidos, las nacras, las gorgonias, el erizo de mar, la estrella de mar o las esponjas. Asimismo es posible encontrar ejemplares de tortuga boba.

## Accesos
La isla se encuentra a once millas náuticas de Alicante, a tres de Santa Pola y siete de Guardamar, existiendo varias compañías que cubren la distancia en barco de manera regular.